# Spike Jones
Spike Jones, pseudonimo di Lindley Armstrong Jones (Long Beach, 14 dicembre 1911 – Beverly Hills, 1º maggio 1965), è stato un musicista, attore e comico statunitense.
Nel dopoguerra, accompagnato dal suo gruppo, The City Slickers, si è esibito anche in coppia con il soprano Ina Souez che aveva lasciato l'opera per passare alla musica jazz.

## Biografia
Lindley Armstrong Jones nacque a Long Beach, in California. Suo padre era ferroviere alla Southern Pacific Railroad. Ricevette la sua prima batteria all'età di undici anni e, adolescente, suonò in un complesso creato da lui. Un cuoco di un ristorante della ferrovia gli insegnò a usare cucchiai, forchette, coltelli, pentole e coperchi per fare musica.
Negli anni trenta si unì alla Victor Young Band, e così fu invitato in molte trasmissioni radiofoniche, come l'Al Jolson Lifebuoy Show, Burns and Allen (con George Burns) o la Bing Crosby's Kraft Music Hall.
Nel 1940 ebbe una parte da comparsa nel film Give Us Wings e nel 1942 fece il montanaro in Pass the Biscuits, Mirandy. Nel 1954 interpretò un luogotenente in Fireman Save My Child. Nel 1942 fu la voce di Hess nel cortometraggio propagandistico animato antinazista Der Fuehrer's Face.
Contribuì al lancio della canzone All I Want for Christmas Is My Two Front Teeth e ne fece la prima incisione in assoluto.
Insieme al cantante Del Porter, si esibì a Los Angeles ottenendo il favore del pubblico. Dal 1941 si unì al gruppo il violinista Carl Grayson. Gli altri membri erano George Rock (voce e tromba), Doodles Weaver (voce) e Red Ingle (voce). Questi diventarono poi The City Slickers.
Notevole fumatore, ciò gli provocò col tempo un enfisema polmonare che lo costrinse a utilizzare sovente la bombola dell'ossigeno e ad apparire negli ultimi spettacoli quasi sempre seduto alla sua batteria. Morì a 53 anni e venne sepolto nell'Holy Cross Cemetery di Culver City, California.

## Stile
La musica di Spike Jones è caratterizzata dall'utilizzo di versi e strani suoni prodotti con la voce e di componenti strumentali atipiche quali per esempio posate, pentolame vario, clacson, pistole giocattolo a scoppio e molti altri attrezzi che lo qualificano tra gli autori e interpreti più ingegnosi, fantasiosi e simpatici degli anni quaranta.

## Filmografia parziale

### Attore
- Give Us Wings (1940)
- Pass the Biscuits, Mirandy (1942)
- Fireman Save My Child (1954)

### Doppiatore
- Der Fuehrer's Face (1942) - Hess

## Discografia parziale

### Solista
Raccolte
- 1971 - Spike Jones Is Murdering The Classics
- 2005 - Spiking The Classics

### Con Spike Jones and The City Slickers
Singoli
- 1942 - Der Fuehrer's Face

## Citazioni
- Il gruppo rock canadese The Band nell'album omonimo del 1969 cita Spike Jones in una strofa del brano Up on Cripple Creek: «Now me and my mate were back at the shack/We had Spike Jones on the box/She said "I can't take the way he sings/But I love to hear him talk"» («Io e la mia compagna eravamo tornati nella tana/C'era Spike Jones alla radio/Lei disse "Non mi piace come canta/Ma mi piacerebbe sentirlo parlare"»).